# エリザベス・スプレーグ・クーリッジ
- エリザベス・スプレーグ・クーリッジ
- エリザベス・スプレイグ・クーリッジ
- エリザベス・スプラーグ・クーリッジ

エリザベス・スプレーグ・クーリッジ（英語: Elizabeth Sprague Coolidge, 1864年10月30日 - 1953年11月4日）は、20世紀のアメリカ合衆国におけるクラシック音楽のパトロンである。アマチュアのピアニストであり自ら作曲も行った。食品会社の経営者であった父から相続した遺産をもとに、50歳のときからパトロンとしての活動を始め、89歳で亡くなるまでの後半生を室内楽を中心とした音楽の振興に捧げた。「クーリッジ夫人」とも呼ばれる。
アメリカ合衆国とヨーロッパ各国で音楽祭やコンサートを開催し、同時代の作曲家に新作を委嘱した。また、ベルギー出身のプロ・アルテ弦楽四重奏団の演奏活動や、イタリアの作曲家マリピエロによるモンテヴェルディ全集の校訂なども支援した。
彼女の活動により、アメリカ議会図書館に音楽ホールと「クーリッジ財団」が作られ、ラヴェルの『マダガスカル島民の歌』、バルトークの『弦楽四重奏曲第5番』、シェーンベルクの『弦楽四重奏曲第3番』と『弦楽四重奏曲第4番』、ウェーベルンの『弦楽四重奏曲』、プロコフィエフの『弦楽四重奏曲第1番』、ブリテンの『弦楽四重奏曲第1番』などの室内楽曲のほか、ストラヴィンスキーの音楽による『ミューズを率いるアポロ』、コープランドの音楽による『アパラチアの春』などのバレエ作品が誕生した。
なお、本稿における呼称は原則としてファーストネームの「エリザベス」を使用する。

## 生涯

### 前半生
エリザベス・スプレーグは南北戦争中の1864年10月30日、 シカゴで食品会社を経営するアルバート・アーノルド・スプレーグとその妻ナンシー・アン・アトウッズ・スプレーグの長女として生まれた。スプレーグ夫妻の間には1866年に次女キャリー、1869年に三女スージーが生まれ、姉妹は音楽を愛好した母ナンシーの影響を受けて育ったが、エリザベスの2人の妹はいずれも病気のために夭折した。
妹たちの相次ぐ死に衝撃を受けたエリザベスにとって心の支えとなったのが音楽に没頭することであった。エリザベスはレジーナ・ワトソンにピアノを学び、12歳になるまでにバッハの組曲やモーツァルト・ベートーヴェンのソナタなどをレパートリーとしていた。ただし、当時の保守的な風潮のもとではエリザベスのような女性が家庭の外で音楽家としてのキャリアを積むことはまず考えられず、彼女の演奏活動は女性が集うクラブなどに限定されていた。

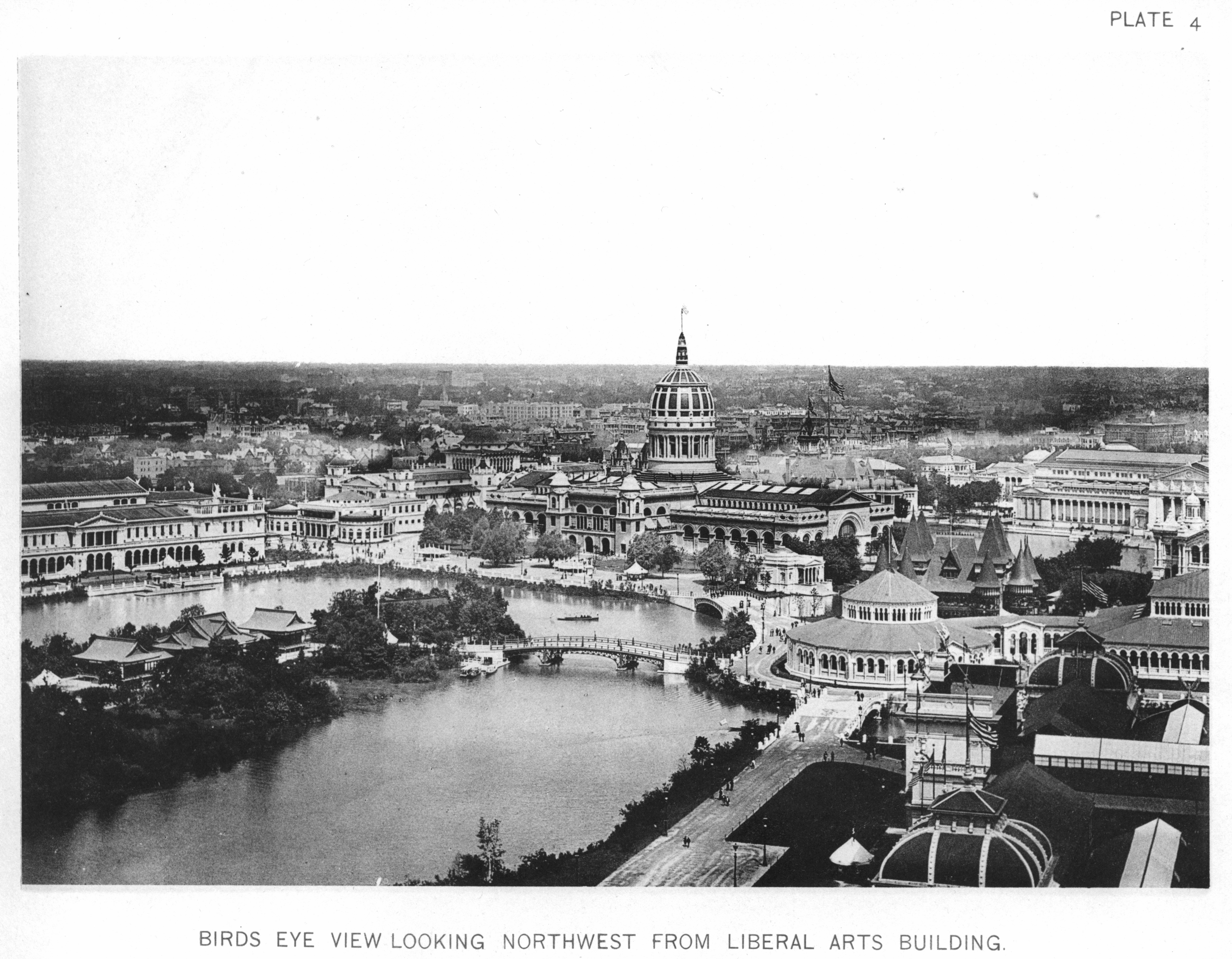
シカゴ万博（1893年）の会場

1891年11月、エリザベスは1歳下の整形外科医フレデリック・シュトレフ・クーリッジ（Frederick Shurtleff Coolidge,1865年 – 1915年）と結婚した。結婚後も夫の理解のもとで音楽を続け、1893年にはシカゴ万国博覧会の一環として行われた、地元の女性アマチュアピアニストによるコンサートにおいてシューマンのピアノ協奏曲を演奏している。このときに共演したのは1891年に創設されたばかりのシカゴ交響楽団（指揮：セオドア・トマス）であり、エリザベスの父アルバートがその創設に関わり役員も務めていた。シカゴ万博での演奏会から約半年後の1894年1月、エリザベスは一人息子となるアルバートを出産した。
エリザベスはピアノ演奏のみならず、ルービン・ゴールドマーク、パーシー・ゲチュス、アーサー・ホワイティング、ダニエル・メイソンといった作曲家に師事して作曲を学んだ。彼女の作品の多くは歌曲であり、1897年には3歳になった息子アルバートのために童謡集を、結婚10周年となる1901年には夫フレデリックのためにエリザベス・バレット・ブラウニングのテキストによる歌曲集を作曲している。
クーリッジ夫妻は1906年にマサチューセッツ州ピッツフィールドにある別荘「アップウェイ・フィールズ」で暮らすようになり、エリザベスはここで音楽教室を開いて地元の子供たちを教えた。

### 家族の死と慈善事業のはじまり（1915年）
1915年、1月に父アーノルド、5月に夫フレデリックが相次いでこの世を去り、同年に息子のアルバートが結婚して独立、さらに翌1916年には母ナンシーも亡くなり、50歳を過ぎてエリザベスは孤独の身となった。エリザベスは当時の金額で400万ドルとも500万ドルともいわれる父の個人資産を相続すると、これを亡き父や夫にゆかりのある人々、音楽、医療などの支援に使うことにした。
1915年には父が役員を務めたシカゴ交響楽団に10万ドルを拠出して楽団員のための年金を創設し、父が卒業したイェール大学に音楽ホールの「スプレーグ・ホール」を建設する。医療関係では、シカゴの両親の邸宅及び自宅を看護師の住居として病院に提供したほか、夫と暮らしたピッツフィールドでは結核患者のための病院を建設し、所有していた別荘を障害のある子供たちための施設として提供した。また、いとこのルーシー・スプレーグ・ミッチェルがニューヨークで開いた教育施設（後のバンク・ストリート教育大学）を財政的に援助した。

### 第1回バークシャー音楽祭の開催（1918年）

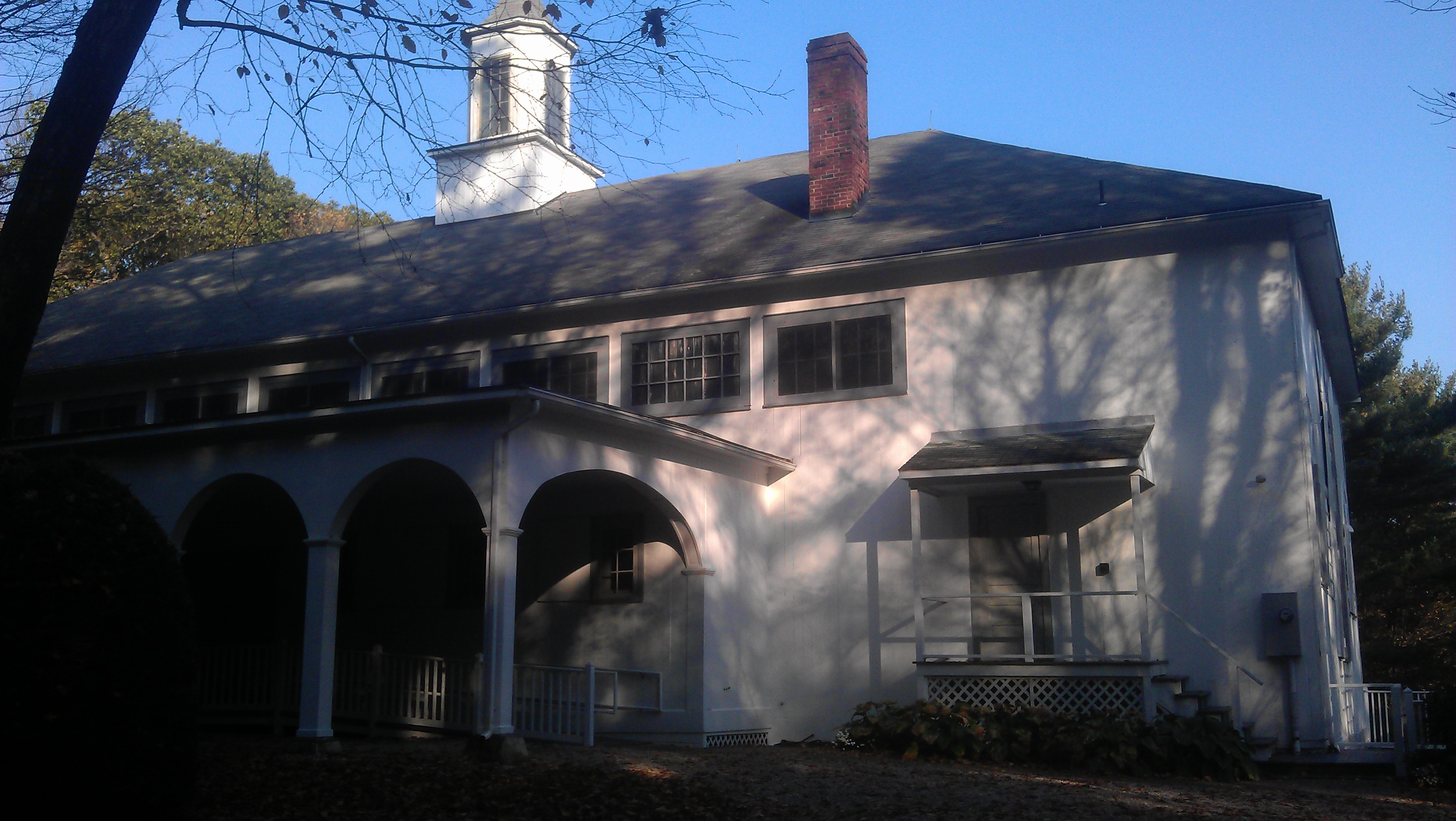
エリザベスが「テンプル」と呼んだサウスマウンテンの音楽ホール

1916年、エリザベスはシカゴのヴァイオリニスト、フーゴ・コルチャックから彼が率いる弦楽四重奏団への援助を求められるとこれを受入れ、彼らの活動拠点をシカゴからバークシャー郡のピッツフィールドに移してバークシャー弦楽四重奏団とした。また、1918年にはピッツフィールド郊外のサウスマウンテンに、メンバーの住まいと「テンプル」と呼ぶ音楽ホールを建設した。
1918年の秋、エリザベスはこの「テンプル」を会場として「バークシャー音楽祭」を開催した。この音楽祭では室内楽の作曲コンクールが行われ、最優秀作品は「バークシャー賞」と1000ドルの賞金が与えられ音楽祭で演奏された。初年度は82曲の応募があり、ポーランドのタデウシュ・イアレッキ（Tadeusz Jarecki）の『弦楽四重奏曲 作品21』が第1回のバークシャー賞に輝いた。以降、この音楽祭は1924年までは毎年、その後は1936年の第10回まで不定期に行われ、コンクールや作品の委嘱を通して室内楽のレパートリー拡大に貢献することとなる。
一方、エリザベスはこうした事業は個人レベルではなく、公的機関が引き継ぎ、一つの制度として永続的に行うべきだと考えていた。そのようなとき、エリザベスは友人の作曲家エルネスト・ブロッホを通じて、1922年にアメリカ議会図書館（Library of Congress）の音楽部長に就任したばかりのカール・エンゲル（Carl Engel）と出会う。1922年の第5回バークシャー音楽祭にゲストとして招待されたエンゲルはエリザベスに見せられたバークシャー賞受賞作品の自筆譜に興味を示し、返礼の手紙の中で、それらを議会図書館に寄贈してはどうかと提案した。こうして、エリザベスはアメリカ議会図書館をパートナーとする足がかりを得た。

### ヨーロッパでの音楽祭やコンサート（1923年〜）

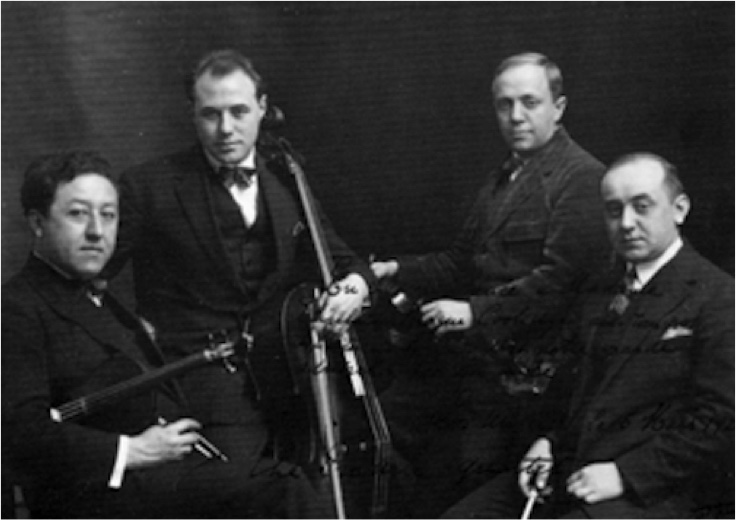
プロ・アルテ弦楽四重奏団

エリザベスの活動はアメリカ国内に留まらなかった。1923年にはローマのアメリカン・アカデミーで音楽祭を開催し、以降、1930年代前半にかけての10年間に、ロンドン、アムステルダム、ブリュッセル、パリ、ウィーン、ベルリン、モスクワ、プラハ、ブダペストなどヨーロッパ各地で音楽祭を開催した。また、ベルギーのプロ・アルテ弦楽四重奏団の演奏を非常に気に入り、彼女がスポンサーとなった「プロ・アルテ・クーリッジ・コンサート」を1923年から1940年まで開催した。
こうした演奏会は無料で行われ、演奏者の滞在費も全て主催者が負担したため、人々は古代ローマで文化を保護した政治家に因みエリザベスを「アメリカのマエケナス」と呼んだ。また、イギリスの実業家ウォルター・コベットは室内楽に貢献した人物に「コベット・メダル」を贈る事業を1923年から始めており、エリザベスは1924年に第2回コベット・メダルを受賞している。なお、後にエリザベスはこれに倣い、室内楽に貢献した人物を顕彰するための「クーリッジ・メダル」を1932年に創設している。
ヨーロッパ諸国の中でも特に彼女が愛したのはイタリアであり、1923年に同国を訪れた際にカゼッラ、マリピエロ、レスピーギ、ピツェッティなど当時のイタリアの若手作曲家たちと知り合った。とりわけマリピエロとは以後も親しく付き合い、エリザベスはヴェネツィアに近いアーゾロにあるマリピエロの別荘を定期的に訪れるとともに、彼が手がけていたモンテヴェルディ全集の校訂を財政的に支援した。また、カゼッラたちが同年に結成した新音楽協会（Corporazione delle Nuove Musiche）にも資金援助を行っている。

### クーリッジ財団の創設（1925年）

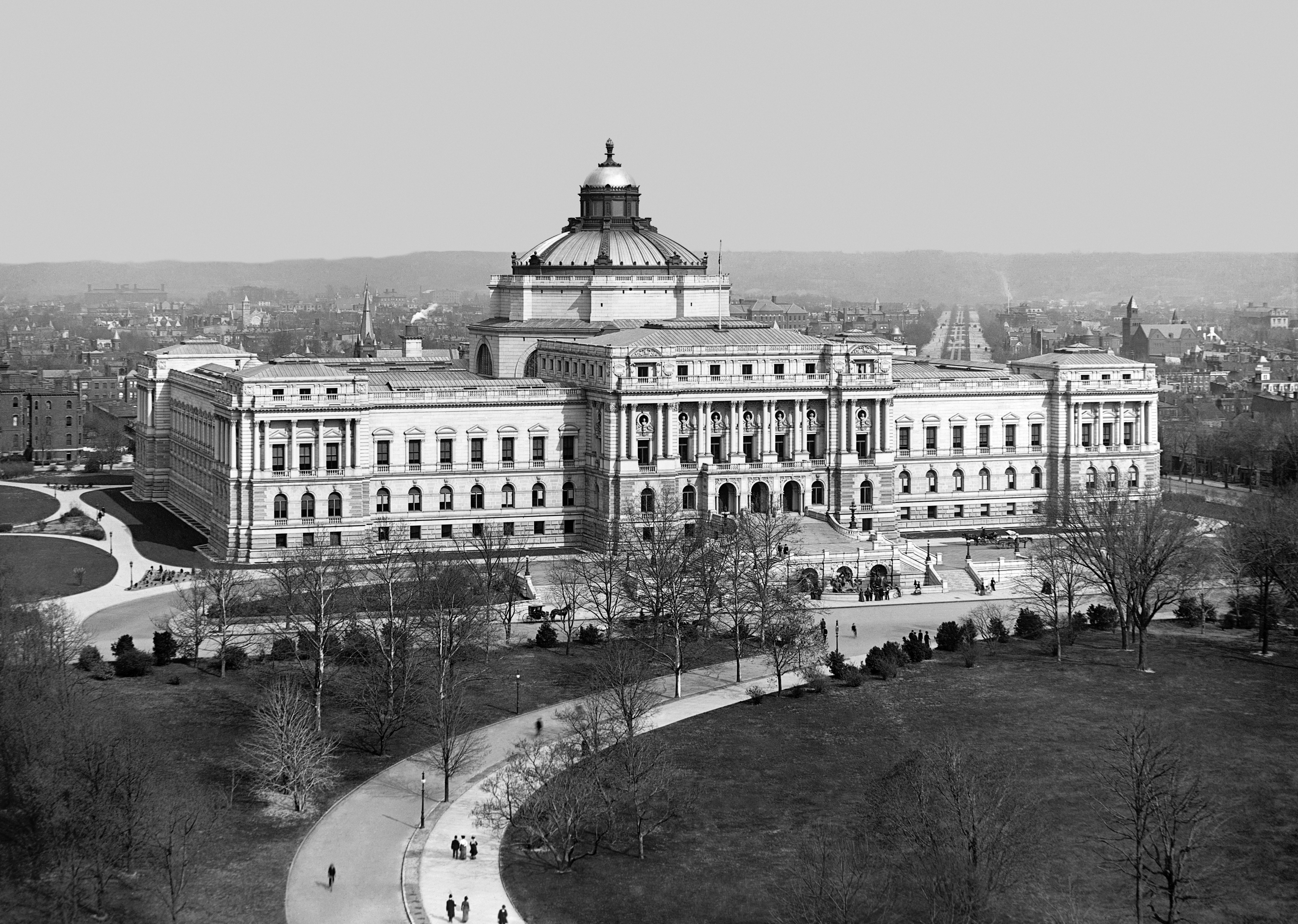
アメリカ議会図書館（1902年）

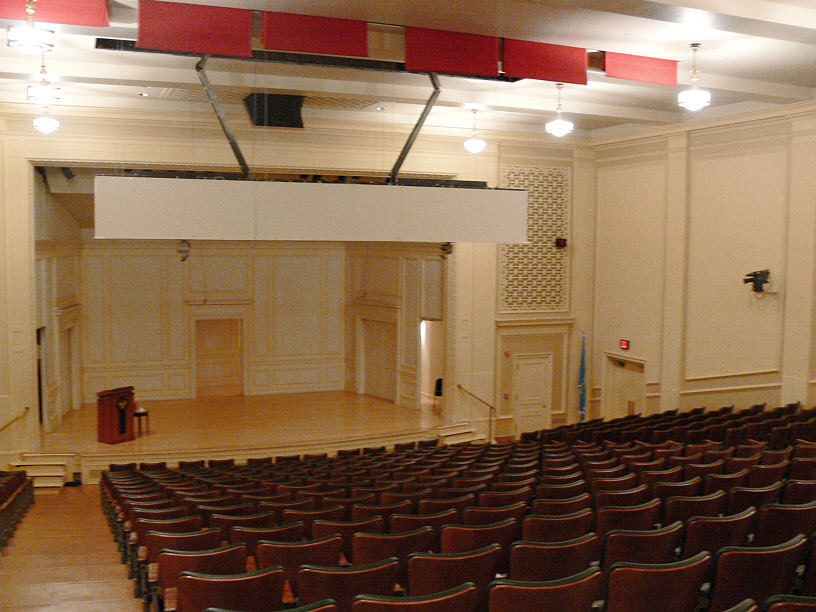
クーリッジ・オーディトリアム

エンゲルの求めに応じて1924年に議会図書館に楽譜を寄贈したエリザベスは、議会図書館が楽譜を収蔵するだけでなく、そこで実際に作品が演奏されることを望んだ。当時の議会図書館には古いアップライトピアノがあるだけでコンサートが開けるだけの施設はなかったが、エンゲルは親友の作曲家メアリー・ハウを通じてワシントンD.C.のフリーア美術館を演奏会場として手配し、1924年2月に室内楽演奏会を実現させた。同年秋、エリザベスは議会図書館館長ハーバート・パットナムに音楽ホールの建設資金として6万ドルの小切手を渡し、この金でアメリカ議会図書館内に室内楽用の音楽ホール（「クーリッジ・オーディトリアム」）が建設されることになった。
さらにエリザベスはホールの建設と同時に、音楽祭の運営や作曲の委嘱を行うための基金を議会図書館に創設することを提案していた。議会図書館が民間から提供を受けた資金を運営するということは前代未聞のことであり、法律の壁があったが、パットナム館長の働きかけにより連邦議会が動き、1925年3月、議会図書館に基金とその運営にあたる部局を設置することが法律（通称 Library of Congress Trust Fund Board Act）として制定され、エリザベスが出資した40万ドル以上の資金を運用する「エリザベス・スプレーグ・クーリッジ財団」（以下「クーリッジ財団」という。）が議会図書館に設けられた。
こうして、エリザベスが個人として行っていた、音楽祭やコンクール、演奏会の運営、作品の委嘱や収集などの事業はクーリッジ財団により公的なものとして続けられることになった。エリザベスは財団の運営に関わる実務はエンゲルに任せたが、作曲家の選定や選曲など音楽的な事柄に関しては強い発言力を行使し続けた。
なお、クーリッジ財団をつくるための法整備によってアメリカ議会図書館は様々な民間の基金を受け入れることが可能となり、20世紀末の段階において財団の数は約150にまで増えている。

### 第1回クーリッジ音楽祭の開催（1925年10月）
| 年     | クーリッジ音楽祭 | バークシャー音楽祭 |
| ------ | ---------------- | ------------------ |
| 1918年 |                  | 第1回              |
| 1919年 |                  | 第2回              |
| 1920年 |                  | 第3回              |
| 1921年 |                  | 第4回              |
| 1922年 |                  | 第5回              |
| 1923年 |                  | 第6回              |
| 1924年 |                  | 第7回              |
| 1925年 | 第1回            |                    |
| 1926年 | 第2回            |                    |
| 1928年 | 第3回            | 第8回              |
| 1929年 | 第4回            |                    |
| 1931年 | 第5回            |                    |
| 1933年 | 第6回            |                    |
| 1934年 |                  | 第9回              |
| 1937年 | 第8回            |                    |
| 1938年 |                  | 第10回             |
| 1940年 | 第9回            |                    |
| 1944年 | 第10回           |                    |
| 1950年 | 第11回           |                    |
| 1956年 | 第12回           |                    |
| 1964年 | 第13回           |                    |
| 1970年 | 第14回           |                    |
| 1975年 | 第15回           |                    |

1925年10月28日から30日にかけて、完成したばかりのクーリッジ・オーディトリアムにおいてクーリッジ財団の主催による第1回「室内楽のための議会図書館音楽祭」（Library of Congress Festival for Chember Music、以下「クーリッジ音楽祭」という。）が開催された。なお、最終日の10月30日はエリザベスの誕生日にあたっており、この日は議会図書館音楽部門の記念日「ファウンダーズ・デイ」（Founder's Day）とされ、「ファウンダーズ・デイ・コンサート」はエリザベスの死後も開催され続けている。
第1回クーリッジ音楽祭は、バッハの『天のいと高きところには神に栄光あれ』で幕を開け、ヘンデルやベートーヴェンといった古典作品とともに、クーリッジ財団が委嘱したピツェッティの『ピアノ三重奏曲イ長調』、フレデリック・ストックの『ラプソディック・ファンタジー』、チャールズ・マーティン・レフラーの『カンティクム・フラトリス・ソリス（太陽の賛歌）』という新作3曲が演奏された。会場のクーリッジ・オーディトリアムは座席が511席しかなかったが、エリザベスはより多くの人々に音楽を届けるため、音楽祭の模様を海軍のアーリントン無線局（NAA）からラジオ中継した。この試みは他局の電波が干渉するなどの問題があり芳しいものではなかったが、連邦無線委員会の発足（1927年）よりも早い段階でラジオに着目したエリザベスには先見の明があったといえる。
クーリッジ音楽祭の開催は不定期で、エリザベスの存命中に11回、その後1975年までに4回行われた。1928年の第3回音楽祭では初めてのバレエ上演が行われ、ストラヴィンスキー作曲の『ミューズを率いるアポロ』がハンス・キンドラーの指揮、アドルフ・ボルムの振付によって初演されている。また、エリザベスはヨーロッパの優れた演奏家を招聘し、1926年の第2回音楽祭では前述のプロ・アルテ弦楽四重奏団が演奏し、1933年の第6回音楽祭ではピアニストのルドルフ・ゼルキンとヴァイオリニストのアドルフ・ブッシュがアメリカデビューを果たしている。

### シカゴでの音楽祭（1930年）
1929年に始まった世界恐慌の影響によりエリザベスも資金繰りが厳しくなったが、1930年には生まれ故郷のシカゴでの音楽祭を企画した。ちょうどその頃、エリザベスと親交のあったフランスの音楽学者アンリ・プリュニエールは、刊行していた音楽雑誌『ルヴュ・ミュジカル』の経営が危うくなり、エリザベスに援助を申し込んだ。エリザベスも余裕はあまりなかったが、シカゴでの音楽祭のために用意していた資金の一部を割いて彼を援助した。ただし、その交換条件としてプリュニエールに『ルヴュ・ミュジカル』だけでなく『ル・フィガロ』、『ル・タン』、『ニューヨーク・タイムズ』など多くの新聞や雑誌に音楽祭の評論を書かせ、世界中に音楽祭を広報させた。エリザベスはこのように、気前良く支援を行う一方で援助者に見返りを求め、「Win-Win」の関係を築くことがしばしばあった。
1930年のシカゴでの音楽祭に際してエリザベスはヒンデミットに作品を委嘱し、その結果書かれたのが
『ピアノ、金管と2台のハープのための協奏音楽』である。エリザベスと、後にアメリカに亡命することになるヒンデミットとの交流はこの時に始まった。

### 第二次世界大戦開戦前後（1932年〜1940年）
1932年、エリザベスはプロ・アルテ弦楽四重奏団をカリフォルニアのミルズ大学に推薦し、彼らは夏期に2ヶ月にわたるマスタークラスを開き、学生への公開レッスンやコンサートなどを行った。また、1938年にはウィスコンシン大学マディソン校の音楽学部長のカール・ブリッケンにプロ・アルテ弦楽四重奏団を引き合わせた。その後、第二次世界大戦が始まり1940年にプロ・アルテ弦楽四重奏団の母国ベルギーがドイツに占領されるとメンバーはアメリカに移住し、彼らはウィスコンシン大学の専属の四重奏団（カルテット・イン・レジデンス）の地位を得た
。
1930年代には多くの音楽家がアメリカに移住し、エリザベスはこうした音楽家の支援も行った。1940年に亡命した作曲家ミヨーのミルズ大学への就職も彼女が仲介し、大学がミヨーに支払う給料の大部分を負担している。
一方、イタリアのマリピエロらとは1920年代から交流が続いていたが、1935年にイタリアがエチオピアに侵攻するとエリザベスは自分の寄付金が侵略に使われる可能性を心配し、1940年には援助を完全に打ち切ってイタリアの作曲家との交流は一時中断することとなった。また、1930年代後半にはヨーロッパでの音楽祭も中止となり、アメリカ本土以外ではメキシコシティ、ホノルルなどで開催された程度である。

### 『アパラチアの春』（1944年）

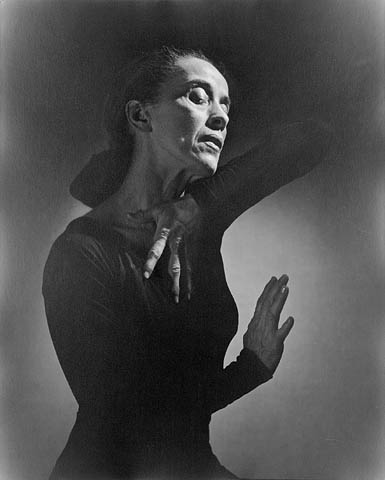
マーサ・グレアム（1948年）

第二次世界大戦中の1943年はバークシャー音楽祭の25周年に当たっていた。エリザベスはピッツフィールドでの記念イベントとして、マーサ・グレアム振付による新作バレエの上演を企画し、そのための音楽を前年のうちからコープランドとチャベスに依頼していた 。しかし当時は戦時中でありガソリンが配給制になっていたため、首都から遠いピッツフィールドでは集客が見込めず、9月に行う予定であった記念イベントは諦めざるを得なかった。当時の議会図書館音楽部長のハロルド・スピヴァッケは開催時期を1ヵ月遅らせ、エリザベスの79歳の誕生日（10月30日）にワシントンD.C.で行う「ファウンダーズ・デイ・コンサート」をバレエ公演にすることを提案した。しかし、チャベスの音楽が完成しなかったため公演はさらに1年延期となり、1944年になってクーリッジ財団からヒンデミット、ミヨーに新たなバレエ音楽が委嘱された。なお、コープランドによる楽曲は当初『マーサのためのバレエ』というタイトルであったが、初演直前にグレアムによって『アパラチアの春』に変更された 。
1944年10月28日から3日間にわたって行われた第10回クーリッジ音楽祭最終日の10月30日、エリザベスの80歳の誕生日を祝うマーサ・グレアムの新作バレエ3作品、ミヨーの『春の戯れ』による『イマジンド・ウイング』、ヒンデミットの『エロディアード』による『ミラー・ビフォア・ミー』、コープランドの音楽による『アパラチアの春』が初演された。『アパラチアの春』は、エリザベスの委嘱作品の中で最も有名な作品とされ、コープランドはこの作品で1945年にピューリッツァー賞を受賞している。

### 最晩年

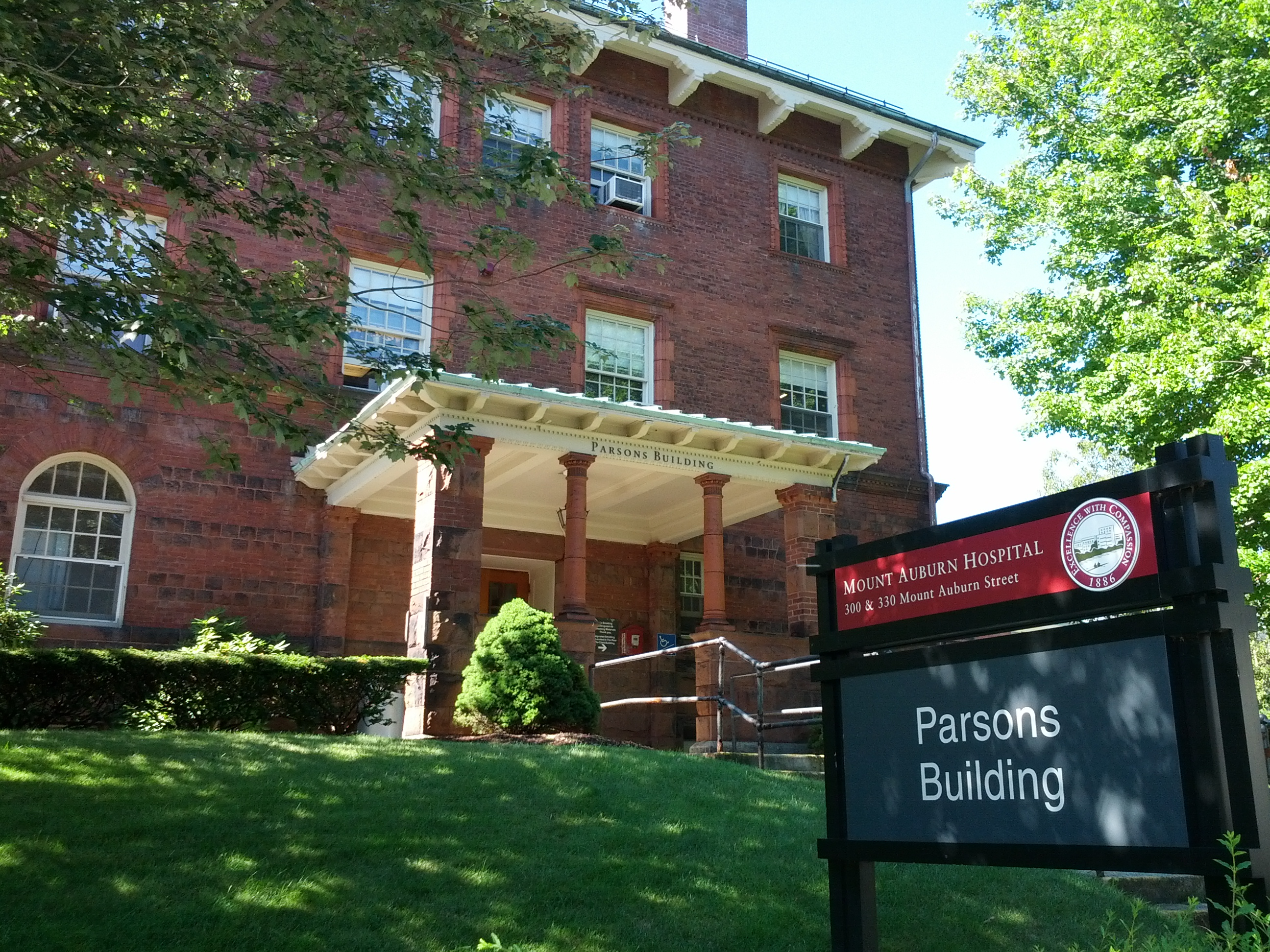
エリザベス・クーリッジが生涯を終えたマウント・オーバーン病院

高齢のエリザベスは体調が衰え、戦後の1947年にはワシントンを立ち退いて息子夫婦の住まいに近いマサチューセッツ州ケンブリッジのホテルで暮らすようになり、コンサートからも足が遠のくようになった。
1953年10月30日はエリザベスの89歳の誕生日であった。この年はクーリッジ音楽祭は行われなかったが、彼女の誕生を祝うための「ファウンダーズ・デイ・コンサート」が行われ、この日のために委嘱されたバーバーの歌曲集『隠者の歌』が初演された。しかし、エリザベスはこの曲を聴くことはなかった。誕生日の前日に肺炎を発症して病院に運ばれ、そのまま11月4日に帰らぬ人となったのである。彼女の遺灰はピッツフィールドにある夫の墓地に納められた。
12月5日には議会図書館で追悼演奏会が行われ、議会図書館専属のカルテットであるブダペスト弦楽四重奏団がベートーヴェンの『弦楽四重奏曲第16番 作品135 』の第3楽章を演奏した。また、翌1954年の夏にクーリッジ財団はピッツフィールドで式典を行い、芸術と人類に貢献した偉大なパトロンを偲んだ。

## 人物など

### 人物
身長約184cm（6フィート0.5インチ）の長身で、あごの尖った面長で額は広く、明るい色の髪と青い目をしていた。
音楽家としては致命的なことに難聴を患い、晩年は常に補聴器を使っていたが、人並外れてタフな体力があり、親交のあった作曲家アルフレード・カゼッラによれば、エリザベスに一日中付き合わされた客人の方が疲れ果ててしまうことがしばしばあったとされる。また、自動車の運転はできなかったが、誰かの車でドライブに行くことが彼女の娯楽であった。
カール・エンゲルが"enlightened obstinacy"（英明な頑固さ）と表現しているように、明晰な頭脳の持ち主であり、複数の大きな事業を並行して進めながら、さらに新しい企画を練ることができた。また、手紙でのやり取りで"loyalty to standards（基準（標準）への忠誠）"という言葉を好んで使い、演奏レベルの高さや記録や金銭管理の正確さなど、全ての物事を高い水準で行うことを自他に厳しく課していた。
一方で彼女はユーモアも兼ね備えていた。カール・エンゲル（Engel）の名がドイツ語では「天使」を意味することから、手紙のやり取りでは、彼のことを大天使の名に因んだ「マイケル」というニックネームで呼んでいた。また、クーリッジ・オーディトリアムやクーリッジ財団ができたのがカルヴィン・クーリッジ大統領の在任期間（1923年8月から1929年3月まで）中のことであり、エリザベスはしばしば大統領夫人であると間違われることがあったが、彼女は面白がって自分のことを“the other Mrs.Coolidge”（「別のクーリッジ夫人」）と呼ぶように周囲に言ったとされる。

### 音楽のパトロンとして

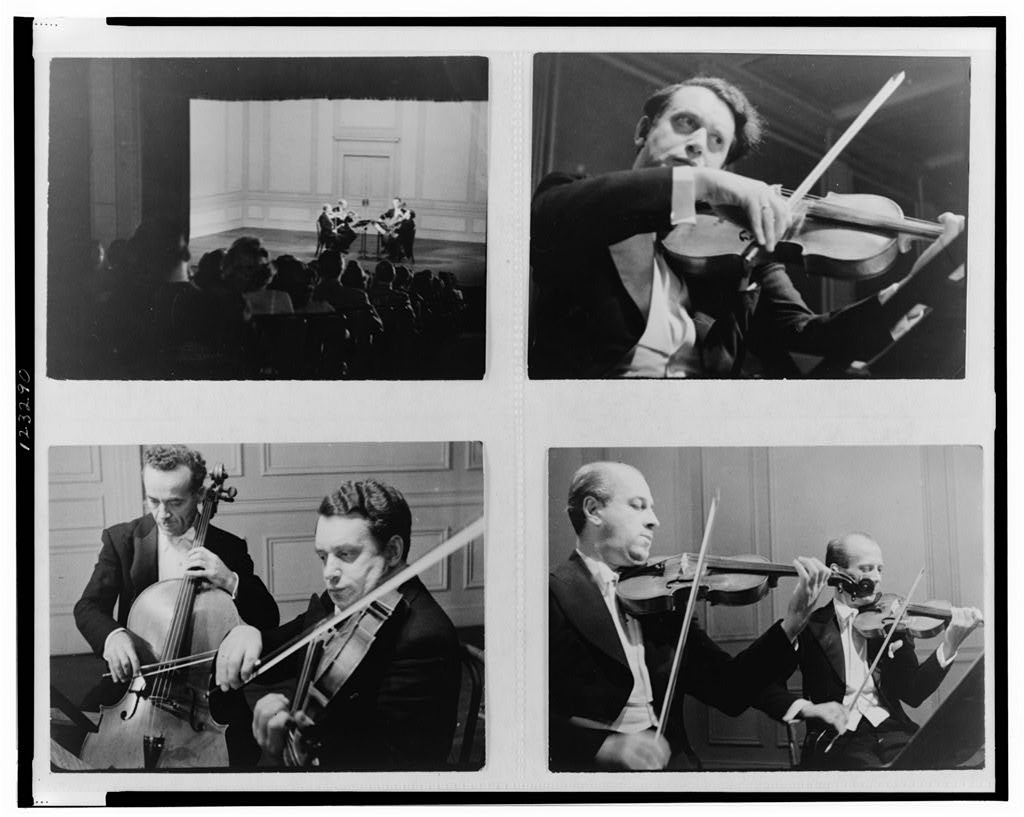
クーリッジ・オーディトリアムで演奏するブダペスト弦楽四重奏団。ロシアから移住し議会図書館の専属カルテットとなったブダペスト弦楽四重奏団の人気は高く、チケットはすぐに完売となったため、エリザベスとクーリッジ財団は彼らの演奏をラジオで流した。

アメリカにおいてエリザベスに先立つ音楽のパトロンとしては、フロンザリー弦楽四重奏団を創設したニューヨークの銀行家エドワード・デ・コペや、クナイゼル弦楽四重奏団を創設したボストンの銀行家ヘンリー・リー・ヒギンソンの例があるが、エリザベスがそれらのパトロンと大きく異なるのは、自らピアノを演奏して室内楽に参加していたという点である。
エリザベスは、できるだけ多くの人々に最高の音楽を提供することを自らの使命と考えていた。そのため、音楽に関心のない有力者が資金力にものを言わせてチケットを買うようなことを避け、本当に聴きたい人が聴けるよう、演奏会は「無料」かつ「先着順」で行うことに強くこだわった。また、前述のように、多くの人に音楽を届ける手段としてラジオに注目し、多くの音楽番組のスポンサーとなった。ラジオを通じて弦楽四重奏をアメリカの家庭に浸透させたエリザベスの功績は大きい。Uwate(2019)は、アメリカにおける弦楽四重奏の認知度を高めた3つの要素として、「エリザベス・スプレーグ・クーリッジ、アメリカ議会図書館、ブダペスト弦楽四重奏団」を挙げている。
エリザベスにとっての「最高の音楽」とはヨーロッパの音楽を指していた。エンゲルは、クーリッジ財団が国の機関である以上、アメリカ人の作曲家を優先して作曲を依頼すべきだと考えていたが、このような「アメリカ第一」の考えをエリザベスは否定した。なお、1937年の第8回クーリッジ音楽祭で大賞を受賞したイェジー・フィテルベルクの『弦楽四重奏曲第4番』について「理解できない」とコメントしているように、現代音楽の全てを理解していたわけではなかった。また、チャールズ・アイヴスの作品は嫌いだったらしく、委嘱などの関わりを持たなかった。

### 表彰など
アメリカ国内においては教育に対する貢献が認められ、1926年にマウント・ホリヨーク大学（マサチューセッツ州）、1927年にスミス大学（マサチューセッツ州）とイェール大学（コネチカット州）、1928年にミルズ大学（カリフォルニア州）、1933年にカリフォルニア大学ロサンゼルス校、1938年にポモナ・カレッジ（カリフォルニア州）の名誉学位が授与された。また、1930年にはアメリカ図書館協会名誉会員、1951年にはアメリカ芸術科学アカデミーの会員に選ばれている。
ヨーロッパ各国の政府もエリザベスの功績を称えており、1931年にフランスのレジオン・ド・ヌール勲章シュバリエを受賞、同年にフランクフルトから市の鍵を贈られ、プロ・アルテ弦楽四重奏団の母国ベルギーからは1935年に王冠勲章、37年にレオポルド2世勲章シュバリエが贈られている。

## 委嘱した作品など
エリザベスは個人的に、又はクーリッジ財団を通して内外の多くの作曲家に作品を委嘱し、多くの楽曲が産み出されるきっかけを作った。エリザベスの伝記を著したアメリカ・カトリック大学のCyrilla Barr教授（1929-2021）は、アメリカ議会図書館のクーリッジ・コレクションを整理し、その著作(Barr 1997a)の巻末にエリザベスやクーリッジ財団が委嘱した作品、エリザベスが献呈を受けた作品のリスト（以下、単に「リスト」という。）を掲載した。以下の記述はこのリストに基づく。

### エリザベス個人による委嘱作品

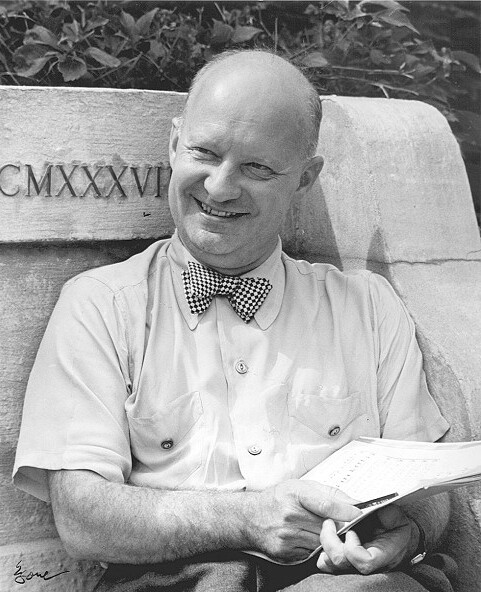
ヒンデミット

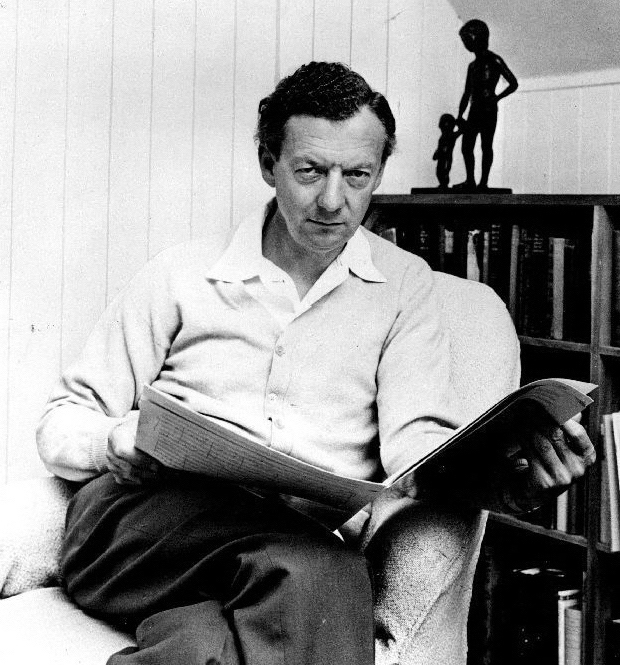
ブリテン

リストには11人の作曲家による13の作品が掲載されており、以下にその全てを年代順に記す。ただし、エリザベスは個人的な委嘱に関する記録を正確に遺していなかったため、実際には多くの作品が漏れていると考えられている。
- フランク・ブリッジ：『弦楽六重奏曲』（1922年）
- レベッカ・クラーク：『チェロとピアノのためのラプソディ』（1923年）
- ユージン・グーセンス：『幻想的六重奏曲』（1923年）
- ハワード・ハンソン：『四重奏曲』（1923年）
- フランク・ブリッジ：『弦楽四重奏曲第3番』（1927年）
- マリオ・カステルヌオーヴォ＝テデスコ：『四重奏曲ト調』（1929/1939年）
- パウル・ヒンデミット：『ピアノ、金管と2台のハープのための協奏音楽』（1930年）
- ミゲル・リョベート（編曲）：『7つのスペイン民謡』（作曲：マニュエル・デ・ファリャ）のギター伴奏編曲（1931年）
- ジョン・オールデン・カーペンター：『ピアノ五重奏曲』（1933年）
- フランク・ブリッジ：『弦楽四重奏曲第4番』（1937年）
- エルンスト・トッホ：『五重奏曲』（1938年）
- ベンジャミン・ブリテン：『弦楽四重奏曲第1番（英語版）』（1941年）
- アレクサンドル・タンスマン：『セレナーデ第3番』（1943年）

### クーリッジ財団による委嘱作品

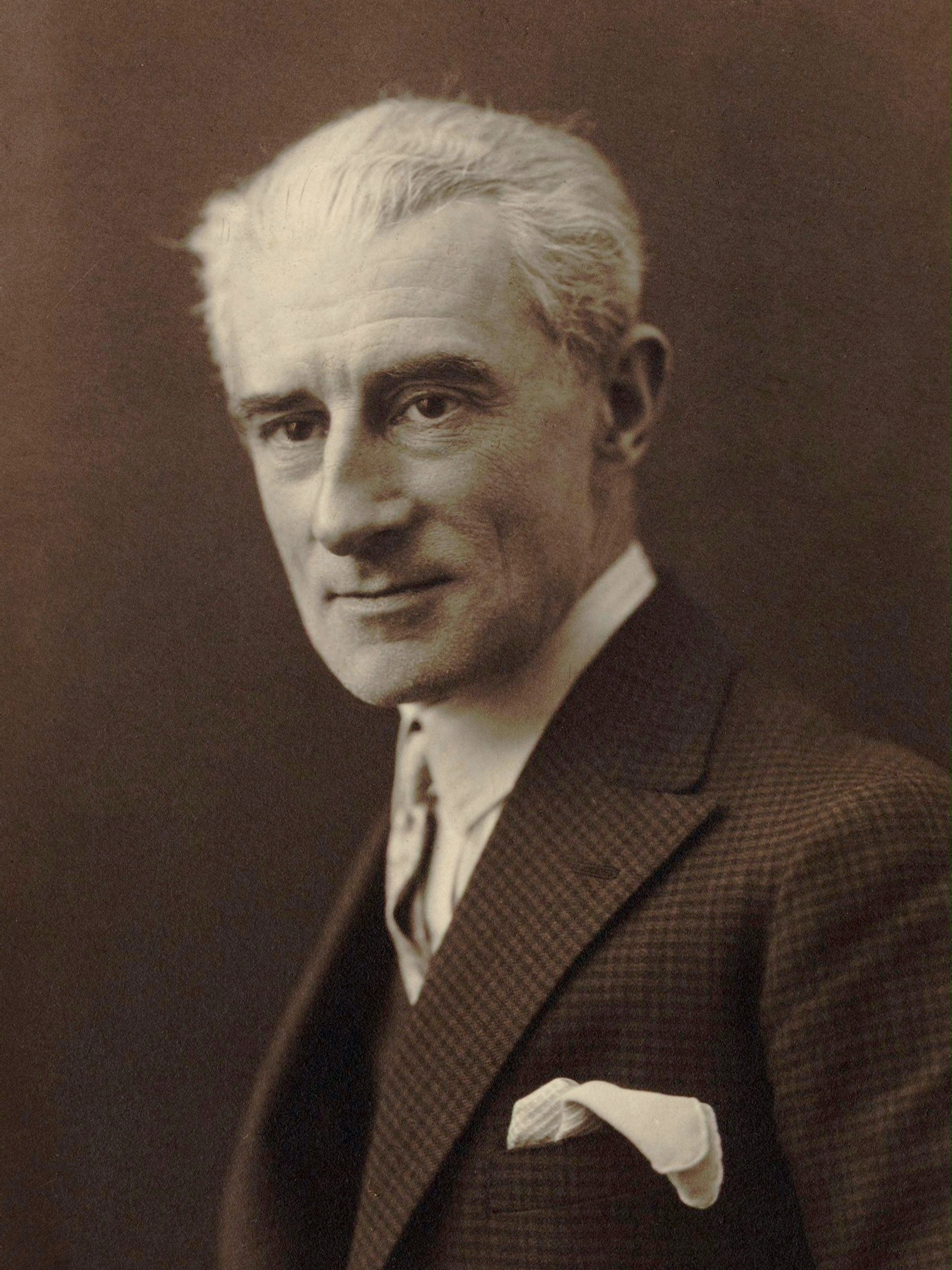
ラヴェル

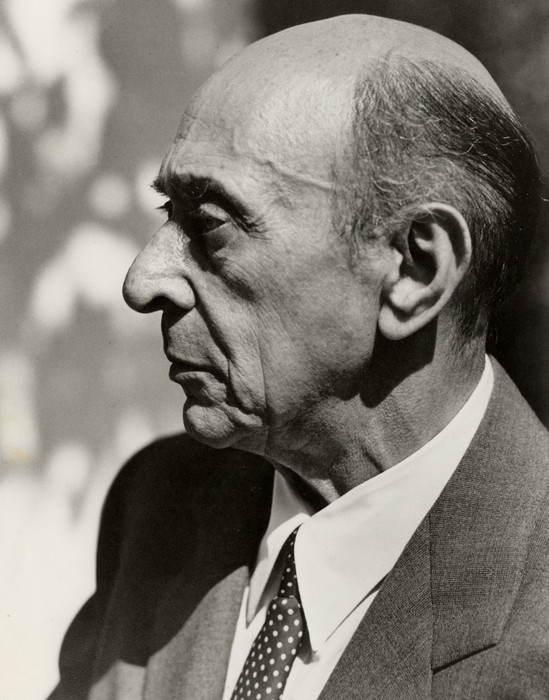
シェーンベルク

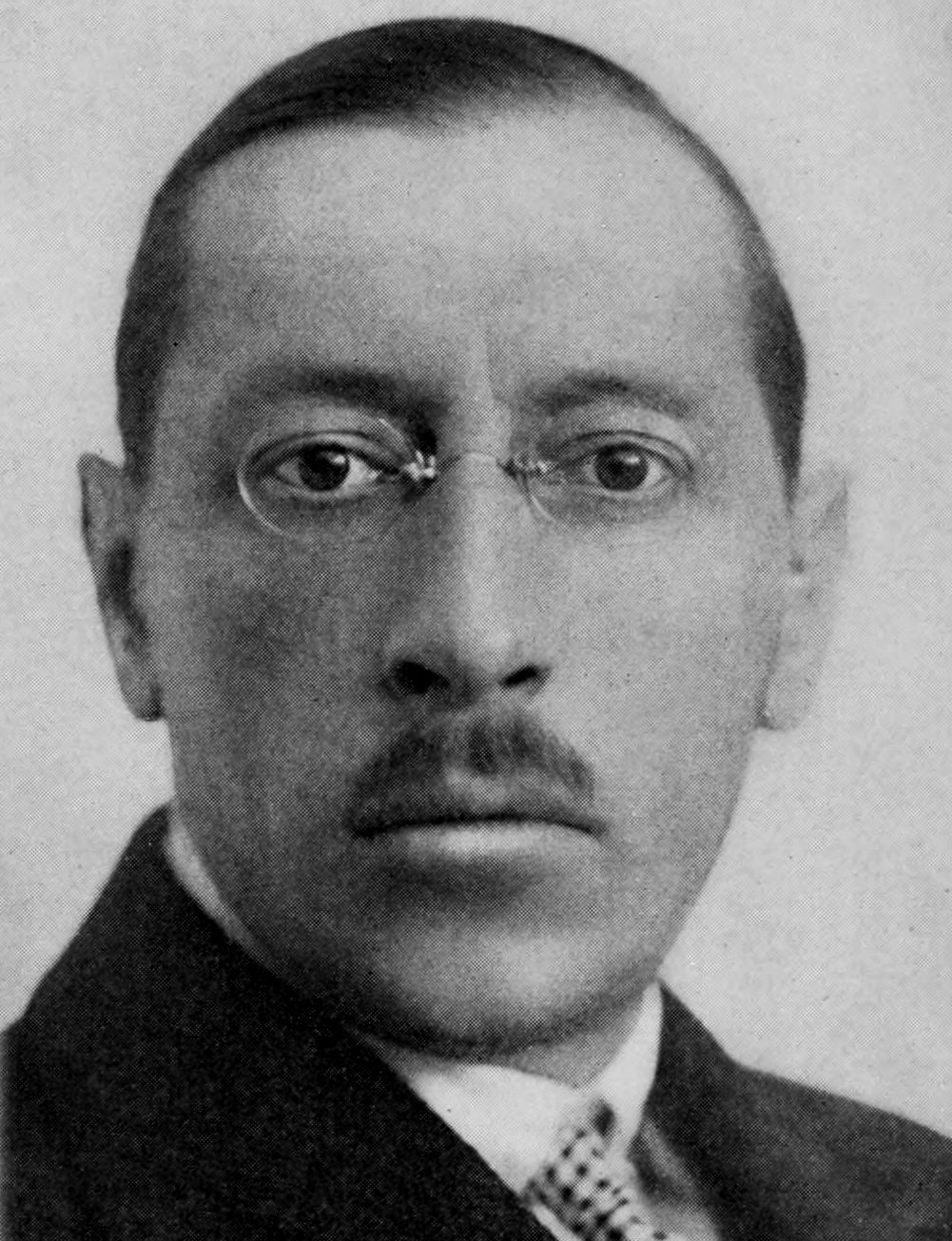
ストラヴィンスキー

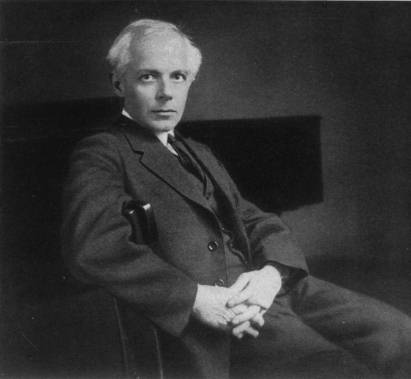
バルトーク

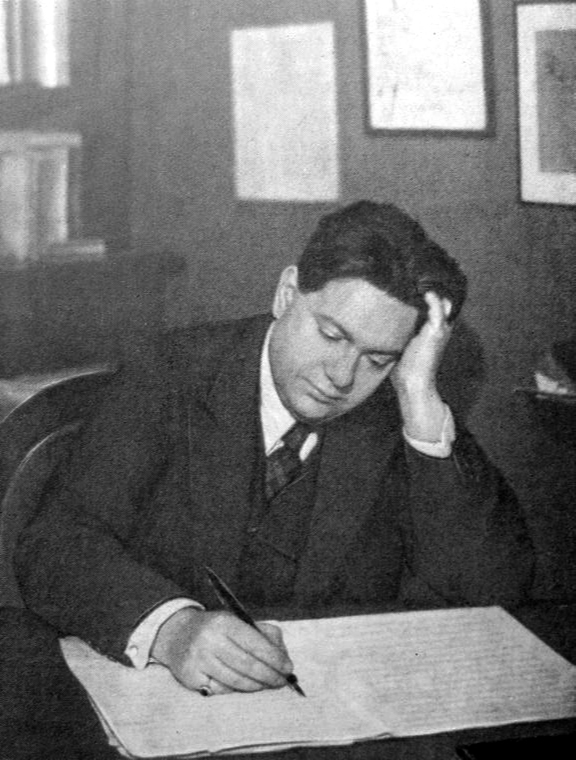
ミヨー

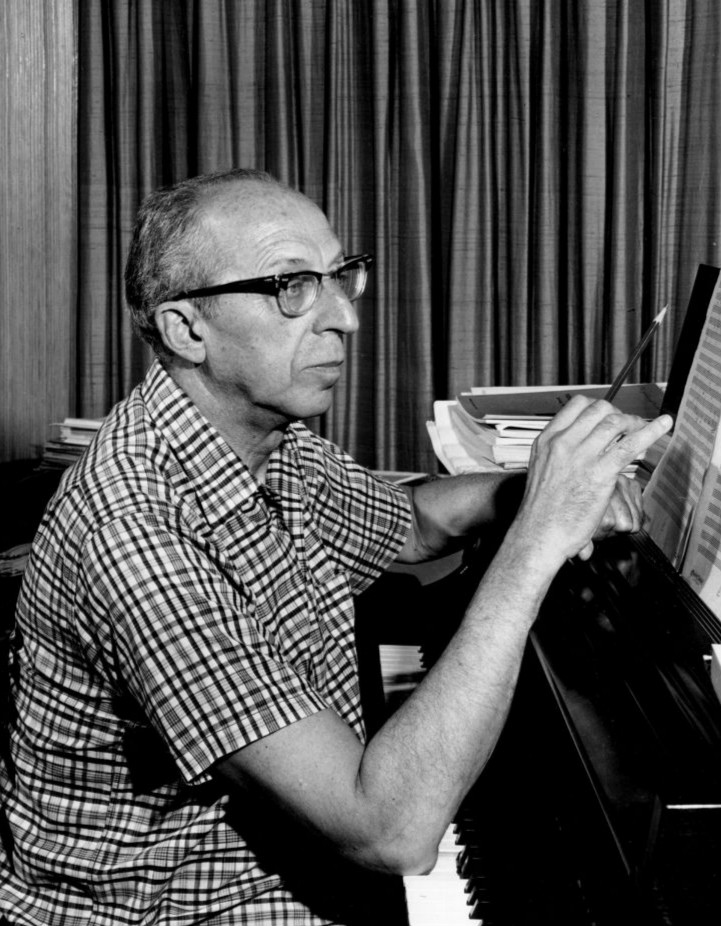
コープランド

クーリッジ財団による委嘱作品は100曲以上がリストに掲載されている。このうちエリザベスが生きている間に委嘱が行われたのは28人の作曲家による37曲であり、その全てを年代順に挙げる。前述したように、エリザベスは作曲家の選定にはエリザベスの意向が強く働いていたため、これらの作品の中にはエリザベス個人からの委嘱として文献に記述されるものもある。また、エリザベス死後の委嘱作品は67曲が掲載されており、その中には、「スプレーグ・クーリッジ夫人への思い出に（à la Mémoire de Madame Sprague Coolidge）」とされたフランシス・プーランクの『フルート・ソナタ』（1957年）などが含まれている。
なお、クーリッジ財団からの委嘱は、ほとんどの場合、作品の世界初演は議会図書館で行い、アメリカにおける半年間の独占演奏権を財団が所有し、自筆譜は議会図書館の所蔵とすることが委嘱の契約に盛り込まれていた。
- モーリス・ラヴェル：『マダガスカル島民の歌』（1925年）
- イルデブランド・ピツェッティ：『ピアノ三重奏曲イ長調』（1925年）
- フレデリック・ストック：『ラプソディック・ファンタジー』（1925年）
- チャールズ・マーティン・レフラー：『カンティクム・フラトリス・ソリス（太陽の賛歌）』（1925年）
- アーサー・ブリス：『オーボエと弦楽四重奏のための音楽』（1927年）
- アルノルト・シェーンベルク：『弦楽四重奏曲第3番（英語版）』（1927年）
- イーゴリ・ストラヴィンスキー：バレエ音楽『ミューズを率いるアポロ』（1928年）
- チャールズ・マーティン・レフラー：『ピアノとヴァイオリンのためのパルティータ』（1930年）
- セルゲイ・プロコフィエフ：『弦楽四重奏曲第1番』（1930年）
- アルフレード・カゼッラ：『ピアノ、チェロ、クラリネット、トランペットのためのシンフォニア』（1932年[117]）[注 47]
- フランク・ブリッジ：『ヴァイオリンとピアノのためのソナタ』（1933年）
- ロイ・ハリス：『弦楽四重奏曲第2番』（1933年）
- ロイ・ハリス：『ピアノ三重奏曲』（1934年）
- バルトーク・ベーラ：『弦楽四重奏曲第5番』（1934年）[注 48]
- ウォルター・ピストン：『ピアノ三重奏曲』（1935年）
- アルノルト・シェーンベルク：『弦楽四重奏曲第4番（英語版）』（1936年）
- ルイス・グルーエンバーグ：『弦楽四重奏曲第2番』（1937年）
- アントン・ヴェーベルン：『弦楽四重奏曲（英語版）』（1938年）
- フレデリック・ジャコビ：『弦楽四重奏とピアノのための"Hagiographa"』（1938年）
- イルデブランド・ピツェッティ：『祝婚歌』（1939年）
- ダリウス・ミヨー：『弦楽七重奏曲』（1940年）
- ニコライ・ベレゾフスキー：『弦楽六重奏曲』（1940年）
- マルセル・グランジャニー：『ハープとオルガンのための幻想的コラール』（1940年）
- ロイ・ハリス：『弦楽五重奏曲』（1940年）
- ウォルター・ピストン：『ヴァイオリン・ヴィオラ・オルガンのためのパルティータ』（1944年）
- アーロン・コープランド：バレエ音楽『アパラチアの春』（1944年、原典版とピアノリダクション版）
- パウル・ヒンデミット：バレエ音楽『エロディアード（英語版）』（1944年）
- ダリウス・ミヨー：バレエ音楽『春の戯れ（英語版）』（1944年）
- カルロス・チャベス：バレエ音楽『Dark Meadow』（1944年）
- ウォルター・ピストン：『ヴァイオリン、ビオラとオルガンのためのパルティータ』（1944年）
- エイトル・ヴィラ＝ロボス：『弦楽三重奏曲』（1945年）
- ウィリアム・シューマン：バレエ音楽『ナイト・ジャーニー』（1948年）
- ダリウス・ミヨー：バレエ音楽『ヤコブの夢』（1949年）
- ジャン・フランチェスコ・マリピエロ：『5つの寓話』（1950年）
- ウィリアム・シューマン：『弦楽四重奏曲第4番』（1950年）
- ロバート・パーマー（英語版）：『ピアノ五重奏曲』（1950年）
- サミュエル・バーバー：『隠者の歌（英語版）』（1953年）

### エリザベスへの献呈のみ

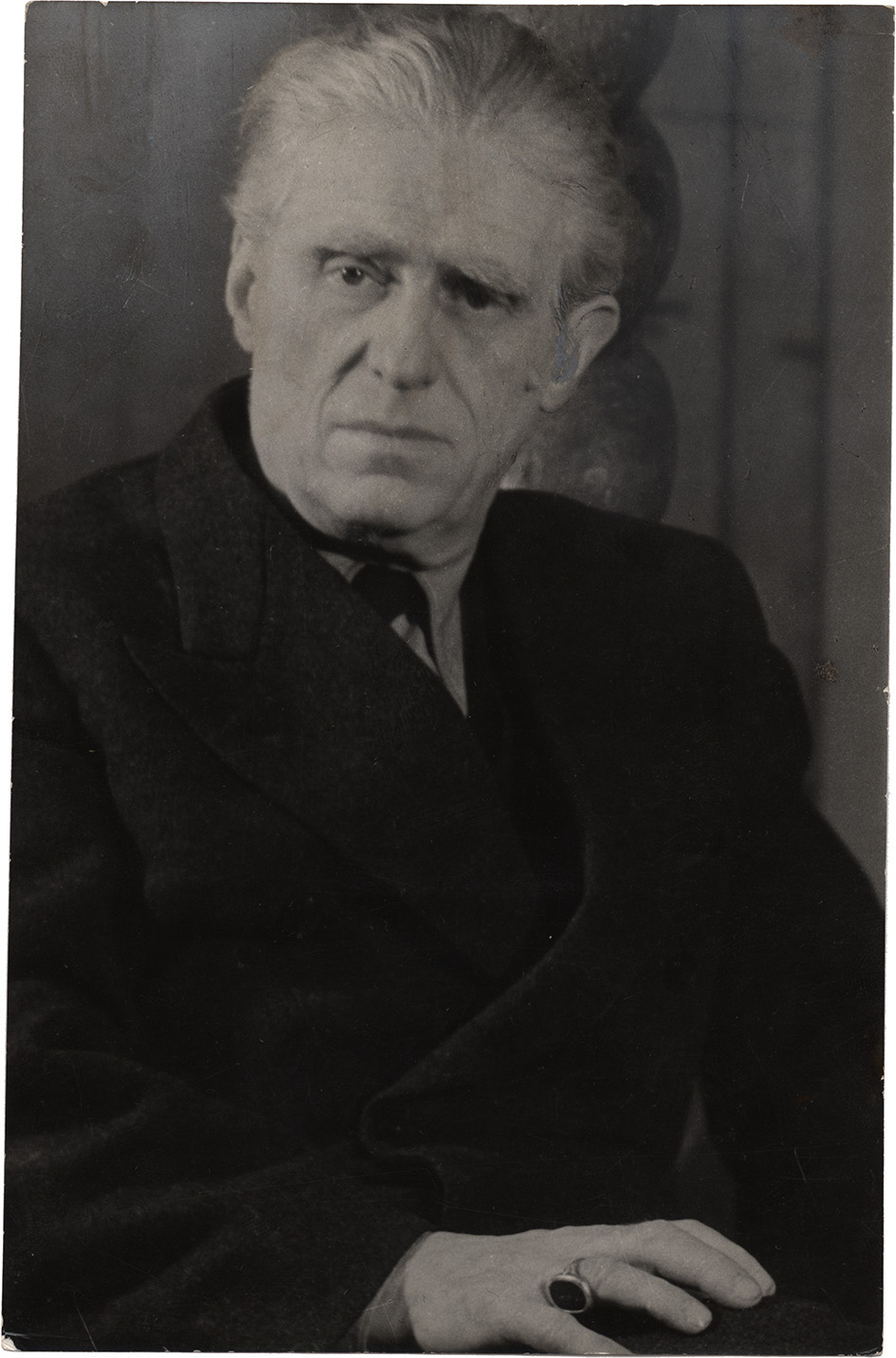
マリピエロ

リストには84人の作曲家による125曲が掲載されている。前述したように、この中にはエリザベスが個人的に委嘱した作品が多く含まれている可能性が高い。ここでは献呈した作品数の多い作曲家のみを、作品の多い者から順に記す。
- ジャン・フランチェスコ・マリピエロ：『弦楽四重奏曲第2番「ストルネッロとバッラータ」』（1923年）、『弦楽四重奏曲第4番』（1934年）など11曲[注 49]。
- アルフレード・カゼッラ：『ピアノと小管弦楽のためのパルティータ』（1925年）[注 50]、『ヴィヴァルディの「調和の霊感」によるコンチェルト・グロッソ』（1936年）など8曲
- デヴィッド・スタンレー・スミス（英語版）：『弦楽四重奏曲第6番』（1934年）、『弦楽四重奏曲第8番』（1936年）など6曲
- フランク・ブリッジ：『木管五重奏のためのディベルティメント』（1938年）[注 51]など4曲
- オットリーノ・レスピーギ：『ボッティチェリの3枚の絵』（1927年）、『五重奏（オーボエ、トランペット、ヴァイオリン、コントラバス、ピアノ）のための協奏曲』（1933年）など3曲。
- ダリウス・ミヨー：『弦楽四重奏曲第8番』（1932年）、『弦楽四重奏曲第9番』（1935年）、『弦楽四重奏曲第10番』（1940年）の3曲
- アルチュール・オネゲル：『弦楽四重奏曲第3番』（1936年）、『室内協奏曲』（1948年、2つのバージョン）の2曲